# 大都会 (テレビドラマ)
『大都会』（だいとかい）は、石原プロモーション制作の連続テレビドラマシリーズ。
1962年の会社設立以来、映画制作を活動の中心に置いていた石原プロが、初めて本格的にテレビドラマ制作を手掛けた作品としても知られる。

## 概要
本シリーズは1976年から1979年にかけて、計3シリーズ・132回が断続的に制作され、日本テレビ系列で毎週火曜21:00 - 21:54（JST）に放送された。各シリーズとも、渋谷地域を管轄する架空の警察署「城西警察署」管内を主な舞台とし、渡哲也演ずる刑事・黒岩頼介を主人公と位置付けている点は共通しているが、世界観や作品カラーについては、シリーズごとにも大きく異なるのが特徴である。
第1シリーズに当たる『大都会 闘いの日々』は、脚本家・倉本聰と石原プロとの共同企画による作品で、暴力団事件にスポットを当てた社会性が強い内容が志向された。事件記者ドラマやラブストーリー物の要素も組み込まれた作風は、主に識者層から高い評価を得ており、主演の渡も脚本が気に入ったと後に語っているが、視聴率は振るわずシリーズとしては唯一2クールあまりの放送期間に留まった。
日本テレビの単独企画による第2シリーズ『大都会 PARTII』以降は、事実上の原作者である倉本の手から完全に離れ、銃撃戦やカースタントなどのアクションシーンを前面に出した内容が人気を博し、高い視聴率を獲得。『太陽にほえろ!』『新五捕物帳』『熱中時代』などとともに、当時の日本テレビを代表する看板シリーズのひとつに成長した。エンディングテーマが導入されるようになったのも『PARTII』からであり、石原プロ作品において主演俳優が主題歌を歌うというパターンは、『西部警察』などにも受け継がれることになる。
音楽の面ではこの他にも、時折クラシック曲が劇伴として使用されることがあり、中でもクラヴィーア組曲『パルティータ』など、J.S.バッハの楽曲の使用が顕著に見られる。バッハ以外では、後に『西部警察』でも使用された、ムソルグスキー作『展覧会の絵』の第1曲目・小人が、第3シリーズに当たる『大都会 PARTIII』にて複数回使用されている。
『PARTIII』の終盤時点でも、依然として平均視聴率20%超えの人気を獲得していた本シリーズであるが、日本テレビは内部的な事情からシリーズ継続を断念せざるを得ず、一方でかねてより本シリーズを上回るスケールの作品制作を望んでいた石原プロも、テレビ朝日から破格の条件（広告代理店を介さない、石原プロとテレビ局の直接契約）を提示されたことを機に、日本テレビと組んでのテレビドラマ制作から撤退。これにより、本シリーズも『PARTIII』の終了とともに幕引きを迎えた。そしてこれと入れ替わる形で、本シリーズの設定やキャスト・スタッフをほぼ受け継ぐ形で立ち上げられたのが、テレビ朝日系列にて放送された『西部警察』シリーズである。

## テレビシリーズ
| # | 作品名            | 放送期間                   | 話数   |
| - | ----------------- | -------------------------- | ------ |
| 1 | 大都会 闘いの日々 | 1976年1月6日1976年8月3日   | 全31話 |
| 2 | 大都会 PARTII     | 1977年4月5日1978年3月28日  | 全52話 |
| 3 | 大都会 PARTIII    | 1978年10月3日1979年9月11日 | 全49話 |

## 備考
- 本シリーズが立ち上げられた後、放送枠であった日本テレビの火曜21時台では、『大追跡』（1978年）や『大激闘マッドポリス'80』（1980年）の2作品のように、『大○○』というタイトリングが踏襲された作品が複数制作されている。また、同じく火曜21時台にて放送された『プロハンター』（1981年）の企画検討タイトルも『大冒険』であった。これについて、本シリーズにもプロデューサーとして参加していた山口剛は、「『大』を付けて時間枠のタイトルを統一しようという意図があったのではないか」と後に語っている[4]。
- 『西部警察』として石原プロ作品がテレビ朝日に移籍する形となった後も、西部警察がもうすぐ放送2年というタイミングで日本テレビは1982年4月からスタートの企画『新・大都会』として石原プロ作品の引き戻しに動いていた。しかし石原プロ側が西部警察の放送延長を選択し、引き戻しは失敗に終わった。しかしそれでも日本テレビ側はあきらめておらず「契約切れの近づく来春（1982年4月）には再び（日本テレビとテレビ朝日の間で）争奪戦が繰り広げられそう」とも報じられていたことがあった[5]。

## 二次放送・ソフト化・ネット配信
1986年から1987年にかけて日本テレビで行われた全シリーズの再放映以来、20年に渡って放送がストップしていたが、2007年よりスタートした日テレプラス（CS放送局）での再放映を境にサルベージ企画の動きが再び活発化。同局以外では、後述の石原プロ50周年記念プロジェクトと前後して、同じくCS局のチャンネル銀河（CS放送局）やBS局のBS11デジタルでもHDリマスター版の放送が開始された他、2024年にはCS局のホームドラマチャンネルによる、石原裕次郎生誕90周年記念企画の一環として本シリーズの放送が順次実施されている（詳しくは各シリーズの項目を参照）。
映像ソフト化も、他の石原プロ作品と同様に長年にわたって実現せずにいたが、2012年に立ち上げられた石原プロ50周年記念プロジェクトの一環として、『大都会 闘いの日々 BOX』（DVD-BOX、発売元：ポニーキャニオン、PCBP-62021、2012年4月18日発売）を皮切りに、初の全シリーズビデオソフト化が決定。2021年には、各シリーズを1BOXにまとめた新装版も同時発売されている。
動画配信サービスでは、huluとU-NEXTで大都会シリーズ全作が配信されている。